# Centre (Burkina Faso)
Centre is een bestuurlijke regio in het centrum van Burkina Faso. De hoofdstad Ouagadougou is eveneens de hoofdstad van het land. Met 2805 vierkante kilometer is Centre ook de kleinste regio van Burkina Faso. In het noorden, het oosten en het noordwesten grenst Centre aan de regio Plateau-Central. In het zuiden is dat Centre-Sud en in het westen heeft de regio een korte grens met Centre-Ouest. De regio Centre werd in 2003 gecreëerd. De regio heeft een tropisch klimaat met gemiddeld 120 tot 140 dagen neerslag per jaar
. In de hoofdstad Ouagadougou vindt jaarlijks het FESPACO-filmfestival plaats.

## Provincies
Centre bestaat slechts uit één provincie:
- Kadiogo

Deze is op zijn beurt verder onderverdeeld in zeven departementen.
Boucle du Mouhoun · Cascades · Centre · Centre-Est · Centre-Nord · Centre-Ouest · Centre-Sud · Est · Hauts-Bassins · Nord · Plateau-Central · Sahel · Sud-Ouest